# Apatura sumatrensis
Apatura sumatrensis är en fjärilsart som beskrevs av Otto Staudinger 1889. Apatura sumatrensis ingår i släktet Apatura och familjen praktfjärilar. Inga underarter finns listade i Catalogue of Life.